# Книн
Книн је град и седиште истоимене јединице локалне самоуправе у Шибенско-книнској жупанији у Хрватској. Према попису из 2021. у граду је живело 11.633 становника, а у самом насељу је пописано 8.262 становника. Книн је од 1991. до 1995. године, током рата у Хрватској, био главни град Републике Српске Крајине.

## Географија
Книн се налази у северној Далмацији, 15 км југозападно од границе са Босном и Херцеговином (село Стрмица).
Удаљеност Книна од већих градова:
- Книн — Шибеник 56 км (Д33)
- Книн — Сплит 100 км (Д1)
- Книн — Задар 91
- Книн — Загреб 273 км (Д1)

У селу Топољу источно од Книна, испод водопада на речици Крчић, налази се извор реке Крке.
По опису из 1838. године варошица Книн се налази на десној обали реке Крке, где се у њу улива поток Бутижница. Околина Книна је плодна равница звана Косово поље.

## Историја
У историји, име Книн први пут спомиње у 10. веку византијски цар Константин VII Порфирогенит, у његовом дјелу De administrando imperio (Управљање царством), као центар округа Тнена. Његово латинско име је било Ticinium. Живот је у ужем и ширем подручју Книна много старији, што показују бројни археолошки налази. Неки сматрају да је на том месту био антички град „Ардуба”, који је разорио римски војвода Германик. Книн је у прошлости био утврђени град који је по положају, одбрамбеној снази и наоружању био најмоћнија тврђава у Далмацији. Од оснивања, Книн се бранио од многих непријатеља о чему сведочи добро очувана Книнска тврђава са чврстим бедемима. Браниоци су тврђаву стално дограђивали према тадашњим одбрамбеним потребама.
Неколико римских гробова откривених испод тврђаве и остаци архитектуре на брду Спас потврђују да је ту било римско насеље.
У доба ране хрватске државе ту је повремено боравиште владара (Трпимир, Мунцимир, Светослав Суроња, Стјепан Држислав, Дмитар Звонимир и Петар Свачић). Године 1075. хрватски краљ Крешимир је град проширио и уздигао. Након погибије краља Петра Свачића 1097. и уласком у персоналну унију са Угарском 1102, Книн губи статус престонице.
Године 1312. Младен, син Павла Субића (Шубић) био је бан Кнински, Скрадински и др. Ујединили су се 1322. године Шибенчани и Трогирци и пришли су Млетачкој држави која је уништила Младенове бродове на мору. Затим је у Книн дошао са војском мађарски краљ Карољ и заробио бана Младена и одвегао у ропство мађарско.
Године 1514. Турци су безуспешно опседали Книн, па су са великим људским губицима одступили. Готово два века је под Турцима, а 11. септемба 1688. године заузимају га Млечани и држе све до 1797. године. Западно од Книна уздиже се средњовековна тврђава подигнута средином 10. века, коначни је изглед добила почетком 18. века., када је вештачким просеком подељена од брда Спас, које се на њу надовезује са северне стране. Тврђава је једна од највећих фортификацијских грађевина у Далмацији. Подељена је на горњи, средњи и доњи град, који су међусобно повезани дрвеним мостовима. Најстарији је горњи град на северном делу тврђаве, док су средњи и доњи град саграђени у касноме средњем веку. У почетку 18. века на градњи зидина книнске тврђаве радили су и домаћи мајстори Иван Мацановић и његов син Игњатије. Мост преко реке Крке је био веза са варошицом. Книнску трвђаву је 1647. године преотео од Турака, млетачки генерал Фдоколо. Иако сигурна док су је држали Французи, тврђава је предата без борбе Аустријанцима 1813. године.
Француски генерал Мармонт је 1808. године изградио камени пут дуг 100 италијанских миља од Книна до Неретве. Книн је иначе био раскрсница неколико путева. Стара далматинска пруга Книн-Сплит дуга 102 километра завршена је 1880. године. Жељезничка пруга звана "личка" између Грачаца и Книна, дуга 63 километра, започета још 1912. године, када је отворена крајем јула 1925. године повезала је Загреб са морем. Пруга Огулин-Книн грађена је током Првог светског рата. Унска пруга између Бихаћа и Книна је почела да се гради 1936. године.
Место Книн је половином 19. века било седиште истоименог среза, са 22.000 становника, од којих је било 19.000 православних Срба. Сам град Книн као варошица имао је 1838. године само 719 грађана. Године 1850. ту је установљен срески суд и постављен судија. Годишњи вашар у Книну је одржаван 15. јуна (1847), па 13. јуна (1853).
Године 1846. у варошици на савијутку реке Крке, на њеној десној страни било је 65 кућа. Срба је било много у околини, а мало у самом граду.

### Двадесети век
Након Првог свјетског рата Книн се нашао под италијанском контролом, а војска и жандармерија Краљевства СХС га је преузела 4. априла 1921. Кнински срез/котар је дио Сплитске области 1922-29, затим Приморске бановине. Од 1939. године је дио територијалне јединице Бановине Хрватске. У међуратном периоду доживљава процват и у њему се групишу институције и установе. Од села постао је варошица са асфалтираним улицама, болницом, касарном, електричном централом, троспратним хотелом, Пољопривредном школом и лепим новим спратним зградама. Друштвени живот се покренуо, оријентисан око пет кафана које добро послују. Већина становника су ситни привредници који обрађују и манипулишу са доступним добрима. Две трећине од 2.500 становника су пред Други светски рат чинили Срби православци.
Током Другог свјетског рата, у априлу 1941. су га окупирали Италијани. Град је мјесец дана касније номинално припао Независној Држави Хрватској, али је дефакто био под италијанском влашћу која је штитила Динарску четничку дивизију под командом војводе Момчила Ђујића. С друге стране, значајан део Книњана се прикључио партизанском покрету. Године 1943, након капитулације Италије, Книн су окупирали Нијемци. Њихов гарнизон и Ђујићеве снаге је крајем 1944. у Книнској операцији поразио Осми далматински корпус НОВЈ и заузео Книн.
Године 1991. проглашена је Република Српска Крајина, чији је Книн био главни град. У војној операцији „Олуја“, 5. августа 1995, Хрватска војска заузима Книн и околину стављајући га под контролу Републике Хрватске, протеравајући већинско српско становништво а потом су снаге хрватске авијације бомбардовале цивилну колону која се повлачила.

## Становништво
Према попису становништва из 1991. године, у Книну је живео 12.331 становник, од чега су 80% били Срби. Током грађанског рата у Хрватској 1995. године, хрватска војска је протерала српско становништво са својих огњишта. Одлуком тадашњег председника Хрватске Фрање Туђмана, у Книн се углавном насељавају Хрвати из Босне и Херцеговине, због чега је етничка структура драстично измењена.
| Национални састав према попису из 1991.‍ | Национални састав према попису из 1991.‍ | Национални састав према попису из 1991.‍ | Национални састав према попису из 1991.‍ | Национални састав према попису из 1991.‍ |
| --------------------------------------- | --------------------------------------- | --------------------------------------- | --------------------------------------- | --------------------------------------- |
|                                         |                                         |                                         |                                         |                                         |
| Срби                                    | Срби                                    |                                         | 9.867                                   | 80%                                     |
| Хрвати                                  | Хрвати                                  |                                         | 1.660                                   | 13,5%                                   |
| Југословени                             | Југословени                             |                                         | 381                                     | 3,1%                                    |
| Црногорци                               | Црногорци                               |                                         | 43                                      | 0,3%                                    |
| Словенци                                | Словенци                                |                                         | 40                                      | 0,3%                                    |
| Муслимани                               | Муслимани                               |                                         | 24                                      | 0,2%                                    |
| Роми                                    | Роми                                    |                                         | 15                                      | 0,1%                                    |
| Македонци                               | Македонци                               |                                         | 11                                      | 0,1%                                    |
| Мађари                                  | Мађари                                  |                                         | 10                                      | 0,1%                                    |
| неопредељени                            | неопредељени                            |                                         | 132                                     | 1,1%                                    |
| непознато                               | непознато                               |                                         | 120                                     | 0,9%                                    |
| укупно: 12.331                          |                                         |                                         |                                         |                                         |

По попису становништва из 2011. године, у Книну је живело 10.633 становника.
| Национални састав према попису из 2011.‍ | Национални састав према попису из 2011.‍ | Национални састав према попису из 2011.‍ | Национални састав према попису из 2011.‍ | Национални састав према попису из 2011.‍ |
| --------------------------------------- | --------------------------------------- | --------------------------------------- | --------------------------------------- | --------------------------------------- |
|                                         |                                         |                                         |                                         |                                         |
| Хрвати                                  | Хрвати                                  |                                         | 9.001                                   | 84,6%                                   |
| Срби                                    | Срби                                    |                                         | 1.429                                   | 13,4%                                   |
| Албанци                                 | Албанци                                 |                                         | 37                                      | 0,3%                                    |
| неизјашњени                             | неизјашњени                             |                                         | 62                                      | 0,6%                                    |
| укупно: 10.633                          |                                         |                                         |                                         |                                         |

Национални састав Книна по пописима
| година пописа | укупно | Срби           | Хрвати         | Југословени    | остали      |
| ------------- | ------ | -------------- | -------------- | -------------- | ----------- |
| 2011.         | 10.633 | 1.429 (13,44%) | 9.001 (84,65%) | —              | 203 (1,91%) |
| 2001.         | 11.128 | 1.269 (11,40%) | 9.546 (85,78%) | —              | 188 (1,68%) |
| 1991.         | 12.331 | 9.867 (80,01%) | 1.660 (13,46%) | 381 (3,08%)    | 423 (3,43%) |
| 1981.         | 10.933 | 6.516 (59,59%) | 1.701 (15,55%) | 2.421 (22,14%) | 295 (2,69%) |
| 1971.         | 7.300  | 4.972 (68,10%) | 1.686 (23,09%) | 343 (4,69%)    | 299 (4,09%) |
| 1961.         | 5.116  | 3.064 (59,89%) | 1.671 (32,66%) | 81 (1,58%)     | 247 (4,82%) |

Број становника Книна по пописима
| Кретање броја становника | Кретање броја становника | Кретање броја становника | Кретање броја становника | Кретање броја становника | Кретање броја становника | Кретање броја становника | Кретање броја становника |
| 1948                     | 1953                     | 1961                     | 1971                     | 1981                     | 1991                     | 2001                     | 2011                     |
| ------------------------ | ------------------------ | ------------------------ | ------------------------ | ------------------------ | ------------------------ | ------------------------ | ------------------------ |
| 2.763                    | 3.543                    | 5.116                    | 7.300                    | 10.933                   | 12.331                   | 11.128                   | 10.633                   |

## Религија
Парох книнскопољски био је 1796. године поп Јосиф Новаковић. Вуков српски речник набавиле су 1818. године книнске проте, Петар Добријевић и Петар Сабљић. Четири стотине книнских Срба није имало цркву, већ су били оријентисани на околину. Крајем априла 1857. године добили су са највишег места у држави, дозволу да могу градити православну цркву у Книну. Проблем су правиле градске власти не дајући погодну локацију за њу. По допису из 1858. године у Книну још није било ни православне цркве, ни пароха а ни српске школе. Активирана је у то време Фондација Макарија Вукадиновића, некадашњег пароха на Косову пољу далматинском. Оставио је 4000 ф. од којих би се отворила школа у Кистању и учитељ издржавао. Молили су Книњани да се из Кистања ту пренесе школа, чијег би учитеља сами издржавали. У самом Книну је око 1860. године било 50 српских домова, чији су житељи били подељени између Врбничке и Книнскопољске парохије. У Задарској православној дијецези био је Кнински протопрезвират. Српска православна црква у Книну посвећена Покрову Пресвете Богородице је подигнута између 1864—1866. године. Остварила се вековна жеља парохијана за својом богомољом. Они су до тада морали ићи у неку од околних сеоских храмова на богослужење. Од 400 Срба у Книну, највише се жртвовао мештанин трговац Теодор Синобад, који није жалио ни труда ни трошка. Створени су услови тек након Мађарске буне 1848—1849. године. Обезбеђене су биле финансије за градњу 1857. године али није било локације обезбеђене. Већи проблем је дакле било тражење места за цркву. Црквена општина није могла да се договори ни са варошком општином, а ни са појединцима. Ни интервенција министра Баха није била довољна. На нарочиту препоруку барона Филиповића, у договору са намесником, бароном Мамулом, аустријски цар је послао на дар 500 ф. Рад око будуће цркве кренуо је 1860. године. Потом је одређен 1863. године додатни издатак из државне касе од 11900 ф., а на ту суму су додали прилог сами Книњани - 1000 ф. Од тог износа кренула је градња; темељи су освећени на Томину недељу 1864. године. Црква у византијском стилу била је грађена 16 месеци, а за то време стизали су бројни прилози из Беча, Трста, Дубровника, Обровца итд. Велике заслуге током градње имали су црквени тутори Лазо Рашковић и Стеван Вујатовић. Црква је имала основу крста, са кубетом и четвороугаоним звоником у којем су три звона. Освећење прве српске цркве у градићу је извршено 31. августа 1866. године. У опремању цркве учествовали су многи дародавци, Петар Миовић из Дрниша дао је највеће звоно а Јованка Стипчић из Шибеника је поклонила полијелеј.
Црква је током Другог светског рата била до темеља порушена у савезничком бомбардовању 1944. године. Поновна изградња цркве је започета 1964. године према пројету архитекте Драгомира Тадића из Београда. Иконостас од камена је урадио Љуба Стојиљковић из Беле Воде, а иконе и окове око икона је израдио Војислав Билбија из Дрвара. Храм су свечано освештали 19. септембра 1971. године епископ рашко-призренски Павле, потоњи патријарх српски, епископ далматински Стефан и епископ славонски Емилијан.

## Образовање и култура
Толдијину књигу, коју је 1858. године превео на српски језик Јован Јовановић Змај, купили су имућни Срби у Книну. Били су то редом трговци: Александар Катић, Теодор Синобад, Иван Матковић, Ђорђе Омчикус, Марко Мирковић и Лука Бралић. У доба илиризма у Книну је 1865. године Народна странка побиједила на изборима. Први начелник Книна из редова хрватског народа је био др. Ловро Монти (1834—1898). Адвокат Монти био је Србин католик, који се искрено залагао за српску ствар, па су га Срби из околине подржали за градоначелника Книна и заступника на Далматинском сабору, те царевинском већу у Бечу. Помагао је Србе оружјем, муницијом и храном током Херцеговачког устанка. Као градоначелник је штитио ћирилицу, отварао народне школе и радио на јачању слоге између Срба и Хрвата. Петрановићеву студију о Богумилима, куповали су 1867. године и Книњани. Листу су предводили Хрвати, градоначелник Монти и фра Боно Млинар, а остатак публике чинили су Срби: поп Илија Војводић парох книнскопољски, Илија Бућин ц и к чиновник, Спиридон Вујиновић српски учитељ и трговци - Александар Катић и Шпиро Саблић. Када је 1867. године Ђорђе Радић објавио књигу о газдовању српског народа, исту су наручили у Книну: Сима Тодоровић црквени тутор и Народна (српска) читаоница. Књигу псалама које је превео Острожински купили су 1868. године претплатници из Книна, Хрвати и Срби: Јован Јурниш, Анте Ципин учитељ, Санко Марин, фра Добросрећко Млинар, фра Добросрећко Марић, др Ловре Монти, Александар Катић и Михаил Драгојловић. Ђорђе Омчикус из Книна је био 1875. године претплатник новосадског листа „Глас народа”. Милан Јовић се претплатио 1882. године на „Српску независност” и „Српче” листове који су излазили у Београду.
Претплату за новосадски „Школски лист” у износу од 3 ф. послао је 1862. године Саво Бјелановић из Книна. Бјелановић је био политички вођа Срба у Далмацији. Српска школа у Книну је поново отворена 1876. године, заслугом Мис Ирби. Када је 1883. године вршена реорганизација школске организације у Далмацији, одређен је српског школског надзорника, за школске срезове Шибеник и Книн, учитељ и равнатељ (управитељ) српске народне школе у Книну, Јосиф Калинић.
У 16. веку писањем се бавио П. Зоранић из Книна. Петар Кнежевић редовник Св. Фрање, родом из Книна, око 1765—1773. године је писао „Муку Исукриста”. У тврђави је био смештен Музеј хрватских старина (данас Музеј хрватских археолошких споменика у Сплиту), основан 1893. године.
У месту постоји Српски културни центар.

## Политика
На темељу изборних резултата од 15. маја 2005. власт у граду Книну формирала је коалиција ХДЗ-ХСЛС-Хрватски блок-ХСП са 9 мандата од укупно 17 у скупштини града. Осталих 8 мандата припадају Самосталној демократској српској странци. Градоначелница Книна је постала Јосипа Римац, која је на том положају остала до 2015. године, када је поднела оставку. До 2017. вршилац дужности градоначелника је био Никола Блажевић, да би после локалних избора исте године, нови градоначелник Книна постао Марко Јелић.

## Познате личности
- Народни хероји НОБ-а Миро Вишић, Јошо Дурбаба, Бошко Жунић, Стево Г. Опачић и Стево С. Опачић
- Јован Рашковић, психијатар, академик, политички лидер Крајишких Срба
- Вјера Рашковић Зец, српска професорка и књижевница
- Јанко Веселиновић, доктор правних наука и народни посланик у Народној скупштини Републике Србије
- Момчило Ђујић, српски устаник 1941, четнички војвода
- Милан Мартић, српски политичар и бивши председник Републике Српске Крајине
- Мирко Марјановић, српски политичар и бивши председник Владе Републике Србије
- Јован Радуловић, српски писац
- Радомир Вукчевић, фудбалер бивши репрезентативац Југославије
- Бранко Миљуш, фудбалер бивши репрезентативац Југославије
- Милан Дамјановић, фудбалер бивши репрезентативац Југославије
- Илија Петковић, фудбалер бивши репрезентативац Југославије, европски вицешампион
- Тања Драгић, српска атлетичарка, параолимпијска и светска шампионка
- Милан Борјан, канадски фудбалер и репрезентативац
- Милош Дегенек, аустралијски фудбалер и репрезентативац
- Немања Зеленовић, српски рукометаш
- Марија Вуковић, црногорска атлетичарка, европска вицешампионка
- Огњен Добрић, српски кошаркаш, освајач бронзане олимпијске медаље и светски вицешапмион
- Здравко Понош, српски генерал и бивши начелник Генералштаба Војске Србије
- Дамјан Штрбац, свети свештеномученик
- Симо Дубајић, југословенски партизански официр
- Динко Шимуновић — хрватски књижевник
- Марија Илић Агапова, српска правница, преводилац и библиотекарка
- Бранко Грчић — хрватски политичар и економиста
- Драго Ковачевић — српски писац, новинар и политичар
- Рајко Лалић — српски пјевач, текстописац и композитор

## Галерија
- Железничка станица
- Ријека Бутижница
- Ријека Крка
- Спортска хала
- Градска пијаца
- Ватрогасни дом
- Градска болница
- Црква св. Анте у доњем дијелу града.
- Капела св. Ђорђа